# Нарвал
Нарвал (лат. Monodon monoceros), также морской единорог — млекопитающее семейства нарваловых, единственный вид рода нарвалы.

## Происхождение названия
Название этого морского животного было заимствовано из исландского языка и связано с его «трупным» цветом кожи. В исландском слово narhval образовано сложением nar — «труп» и hval — «кит».

## Внешний вид
Длина тела взрослого нарвала обычно достигает 3,8—4,5 м (в старину попадались экземпляры длиной 6 м), длина зуба достигает 3 метров. новорождённых — 1—1,5 м. Масса самцов достигает 2—3 т, из них примерно треть составляет жир; самки имеют массу около 900 кг. Голова у нарвала необычной формы: круглая с выпирающим лбом. Рот и глаза маленькие, верхний плавник отсутствует, боковые плавники небольшие и слегка вытянутые.

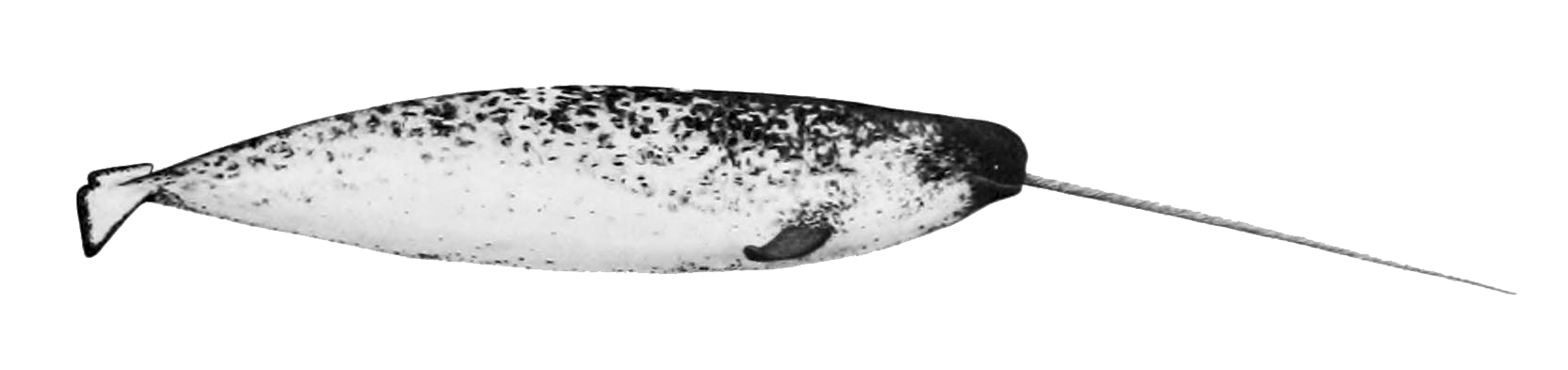
Monodon monoceros

Величиной и формой тела, грудными плавниками и тёмной окраской сосунков нарвалы похожи на белух, однако взрослые особи отличаются пятнистостью — серовато-бурые пятна на светлом фоне, которые иногда сливаются, — и наличием только 2 верхних зубов. Из них левый развивается у самцов в бивень длиной до 2—3 м и массой до 10 кг, закрученный левой спиралью, а правый обычно не прорезается. Правый бивень у самцов и оба бивня у самок скрыты в дёснах и развиваются редко, примерно в одном случае из 500. Тем не менее, встречаются самки и с бивнями, в том числе с двумя. Отломленные бивни не отрастают, однако зубной канал такого бивня закрывается костной пломбой. Бивни нарвалов характеризуются высокой прочностью и гибкостью; их концы могут изгибаться, по крайней мере, на 31 см (от оси?[уточнить]) в любом направлении, не ломаясь.

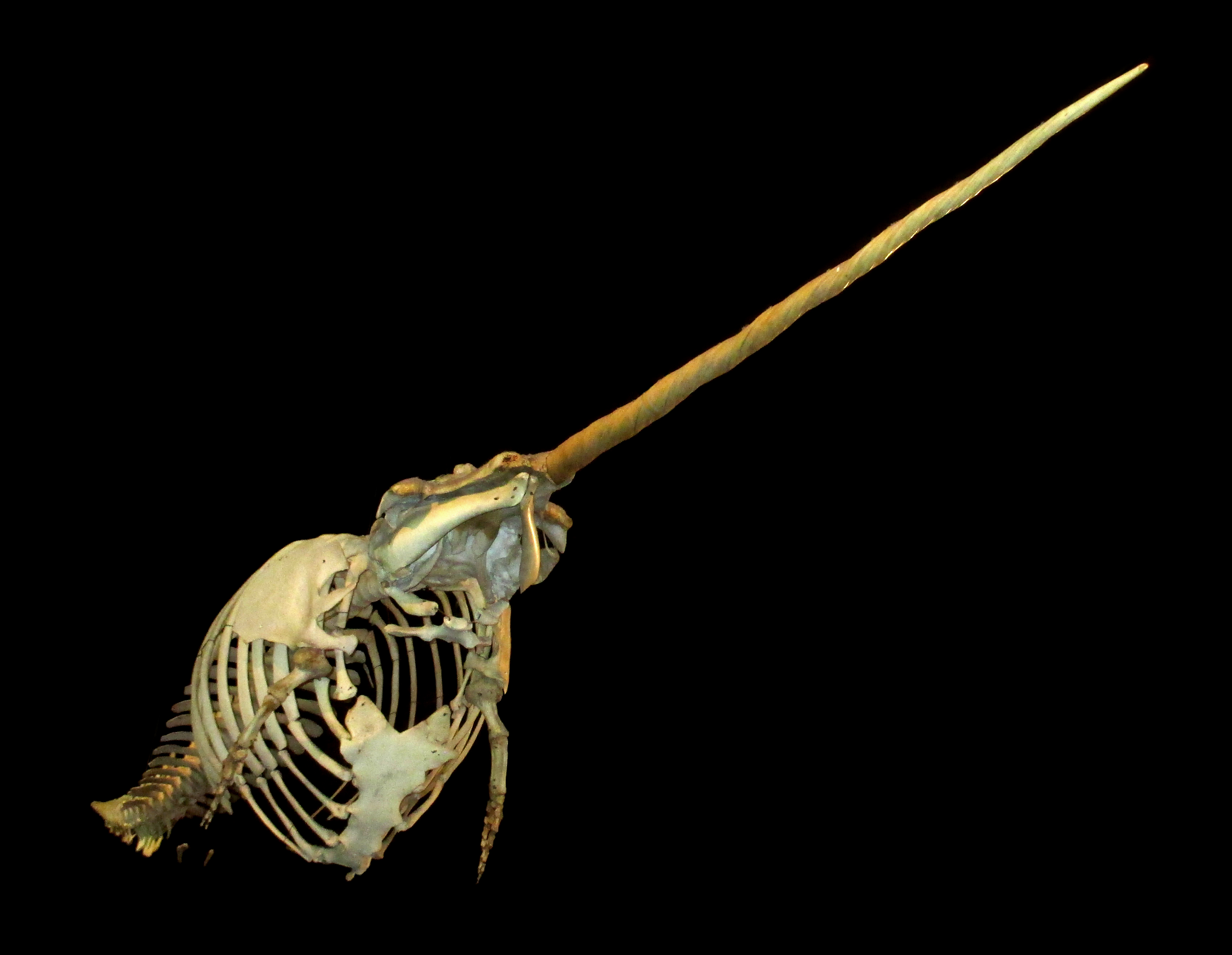
Скелет нарвала из коллекции Гётеборгского музея естествознания

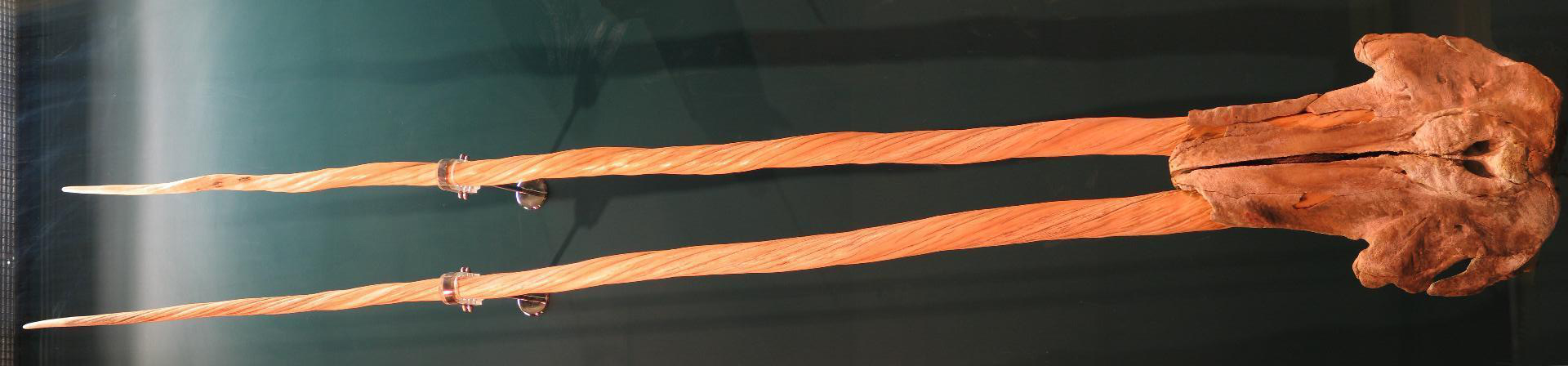
Череп самки нарвала с двумя бивнями в Гамбургском музее

Интересна не только сама структура бивня, но и его назначение. Большинство учёных не верило, что он может быть орудием нападения. Предполагалось, что он необходим при брачных играх, для привлечения самок, а также для пробивания лунок во льду. Существует также версия, что бивни необходимы самцам во время брачных турниров, — было замечено, что нарвалы иногда трутся бивнями. Также в 2005 году исследовательская группа под руководством Мартина Нвиия  выдвинула предположение, что бивень нарвала является чувствительным органом.
Под электронным микроскопом было обнаружено, что бивень пронизан миллионами крохотных трубок, содержащих нервные окончания.
Предположительно, бивень позволяет нарвалу ощущать изменение давления, температуры и относительной концентрации взвешенных частиц в воде.
Только в мае 2017 года учёным из отдела полярных исследований Всемирного фонда дикой природы удалось запечатлеть на видео охоту нарвала, во время которой он использовал бивень как дубинку для оглушения добычи.
Скрещивая бивни, нарвалы, видимо, очищают их от наростов.
От холода нарвалов защищает 10-сантиметровый слой жира.

## Распространение
Обитает нарвал в высоких широтах — в акватории Северного Ледовитого океана и в Северной Атлантике. Основные места: Канадский архипелаг и берега Гренландии, воды Шпицбергена, Земля Франца-Иосифа и воды вокруг северной оконечности Северного острова Новой Земли. Наиболее северные заходы летом совершались до 85° с. ш.; наиболее южные (зимой) — до Великобритании и Нидерландов, Мурманского побережья, Белого моря, Острова Беринга.

## Образ жизни и питание

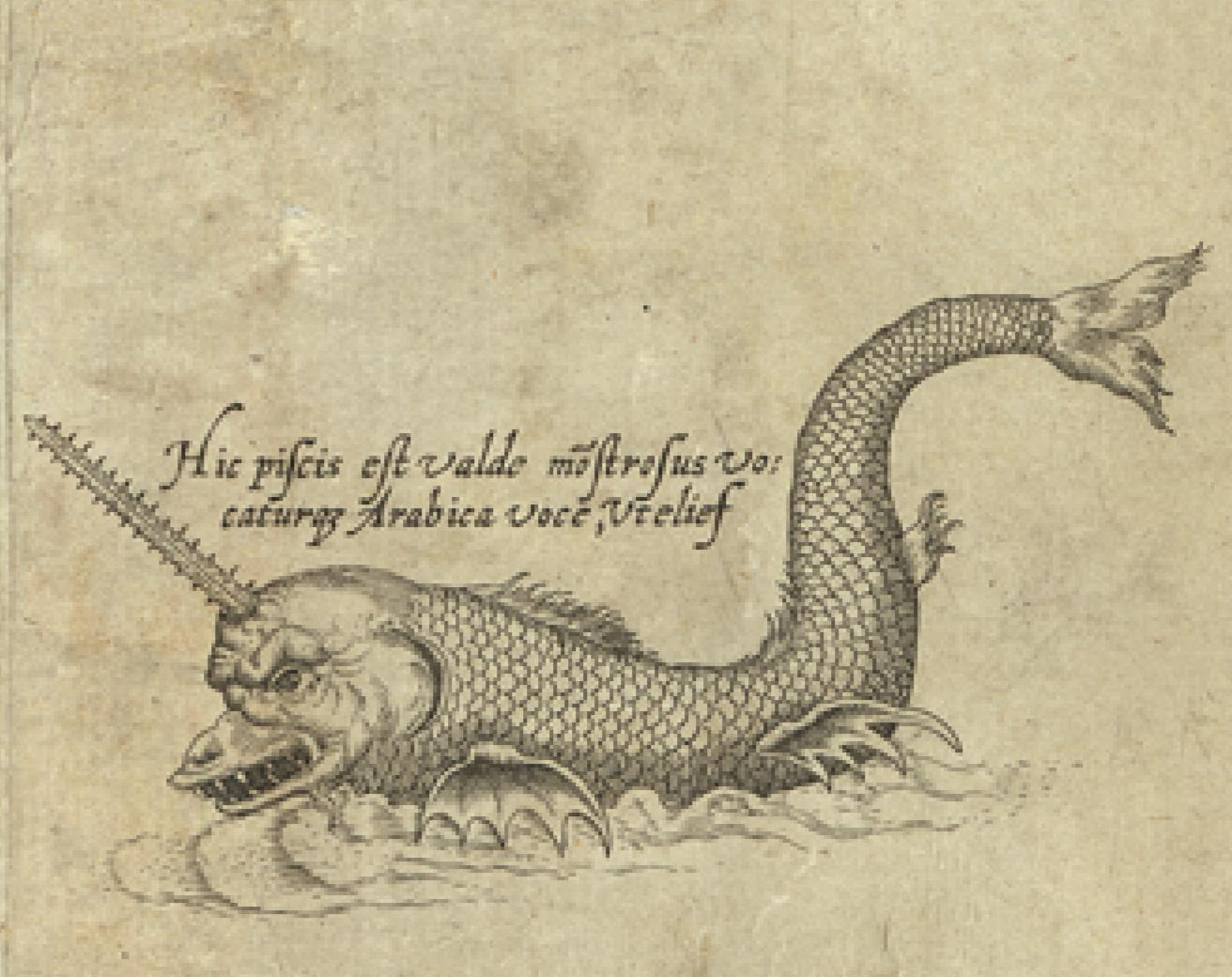
Фантастическое изображение нарвала из «Нового описания Азии» Даниэля Келлера (Антверпен, 1590)

Нарвалы обитают в холодных водах вдоль края арктических льдов, совершая сезонные миграции в зависимости от передвижения плавучих льдов — на зиму в южном направлении, а летом — в северном. За пределы полярных вод, ниже 70° с. ш., они выходят редко и только в зимнее время. В отличие от белух, летом нарвалы держатся в глубоких водах. Зимой живут в разводьях среди льдов; если полыньи замерзают, самцы снизу разламывают лёд (до 5 см толщиной), нанося удары спинами и бивнями.
Питаются нарвалы головоногими моллюсками, в меньшей степени — ракообразными и рыбой, поедая в основном донных представителей ихтиофауны (треска, скаты, палтусы, камбала, бычки). В поисках пищи нарвалы ныряют на глубину до 1 км и подолгу остаются под водой; было замечено, что с грунта донных рыб нарвалы вспугивают при помощи своих бивней.
Естественные враги нарвалов — белые медведи и косатки. На детёнышей также нападают полярные акулы.

## Социальная структура и размножение

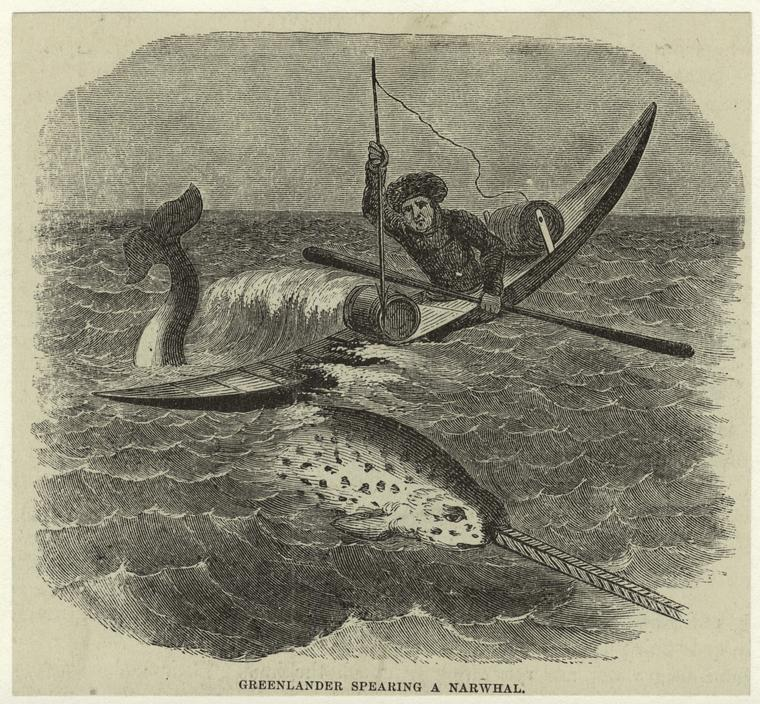
Охота гренландца на нарвала. Рисунок XIX века

Держатся нарвалы поодиночке или небольшими группами, обычно из 6—10 особей, которые состоят из взрослых самцов, либо из самок с детёнышами; прежде образовывали крупные скопления в несколько сотен и тысяч голов. В стаде, подобно белухам, нарвалы весьма «разговорчивы». Чаще всего они производят резкие звуки, напоминающие свист; издают также стоны (или вздохи), мычание, щелчки, скрипы, бульканье.
Пик спаривания приходится на весну. Беременность длится 14—15 месяцев, полный цикл воспроизведения охватывает 2—3 года. Рождается 1, очень редко 2 детёныша. Половая зрелость у самцов наступает при длине тела 4 м, у самок — 3,4 м, что соответствует 4—7 годам. Продолжительность жизни в природе — до 55 лет; в неволе не выживают дольше 4 месяцев. Случаи размножения в неволе неизвестны.

## Хозяйственное значение

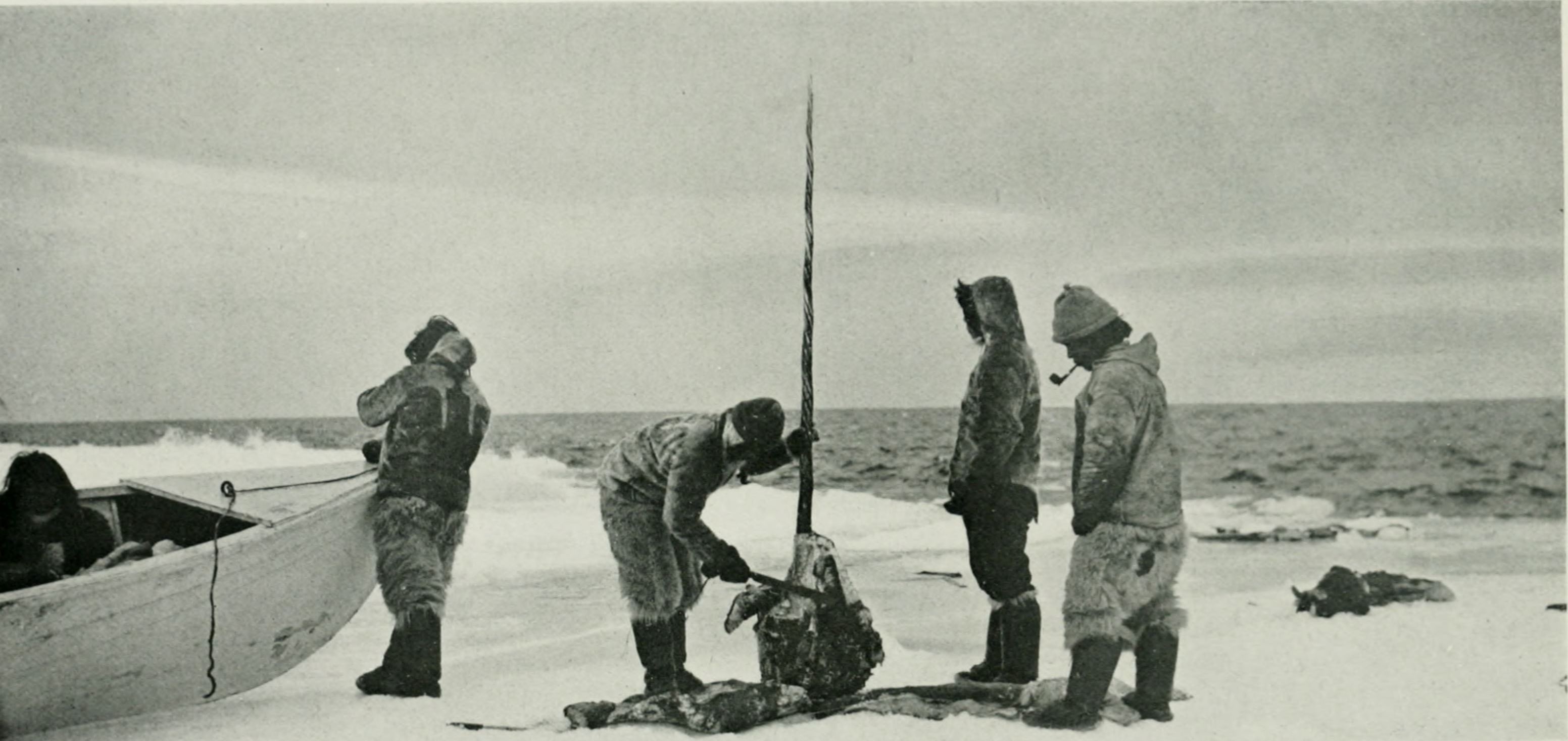
Эскимосы разделывают тушу самца нарвала (длина бивня — около 2,4 м)

Исторически нарвалы были главным источником пищи для многих народов Арктики. Мясо нарвалов употребляют в пищу северные народности, в частности эскимосы; жир нарвалов используют как масло для светильников, кишки — для изготовления верёвок, кожу — для изготовления подошв и приводных ремней; в особенности ценятся бивни, из которых вырезают поделки. Также ранее считалось, что порошок из бивня нарвала обладает лечебными свойствами (что не подтверждено наукой).
Охота на нарвала издавна являлась важным источником доходов для эскимосов Гренландии, а также проживавших на юге острова в X—XVI веках скандинавских поселенцев.
Кожа нарвалов содержит много витамина C. Канадское правительство с лета 1976 года ввело ограничительные меры для промысла: запретило убой самок, сопровождаемых детёнышами, обязало полностью утилизировать добытых животных и ввело ежегодную квоту на добычу в основных районах охоты.

## Статус популяции и охрана
Охраняемый редкий вид; занесён в Красную книгу России (категория редкости: 3 — редкий малочисленный вид, представитель монотипического рода), а также в Приложение I CITES. В отличие от белух нарвалы плохо переносят неволю. Точные данные о численности отсутствуют.

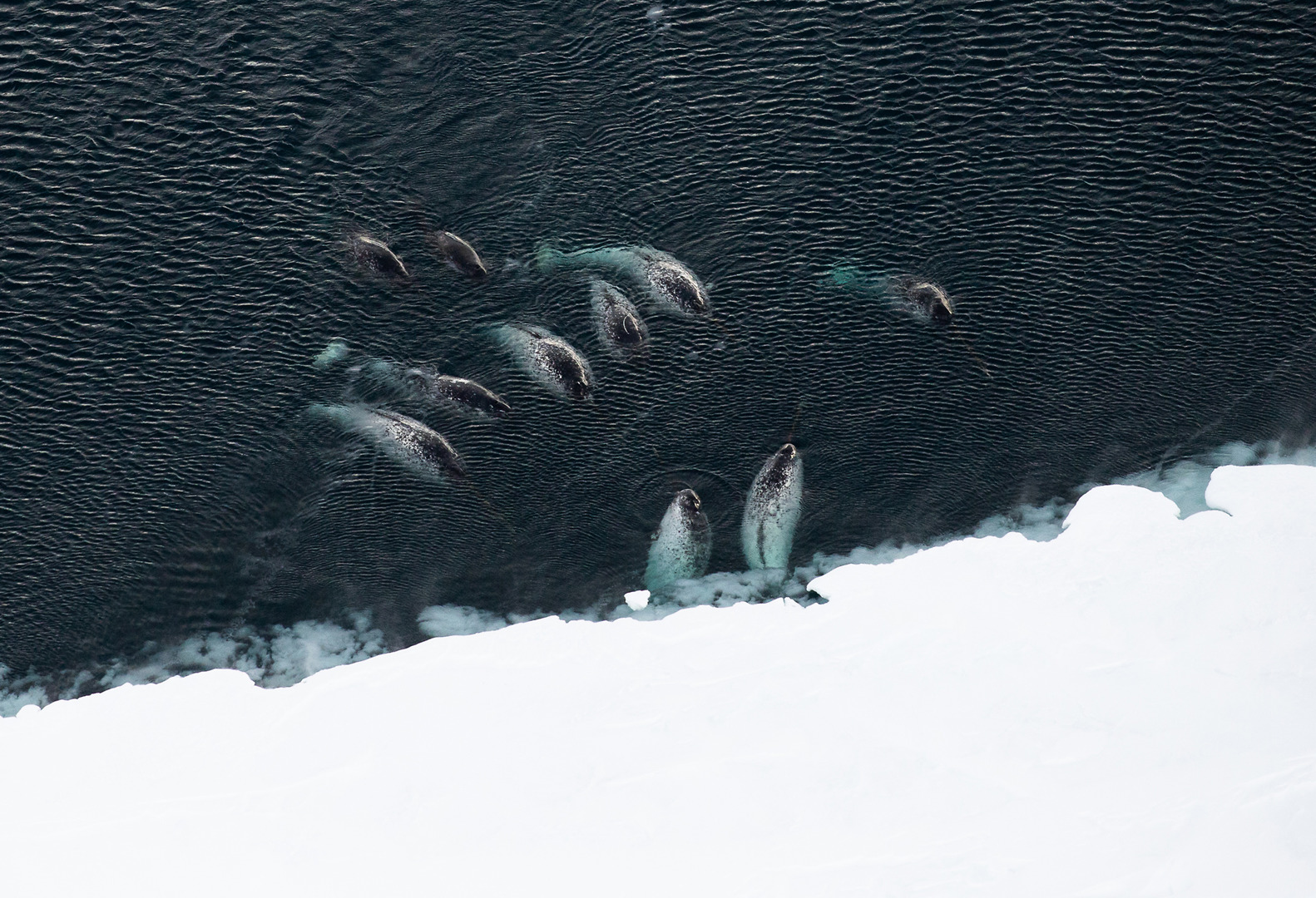
Нарвалы в северной части архипелага Земля Франца-Иосифа

В 2019 году после полярной экспедиции российские учёные из научной группы проекта «Нарвал. Легенда Арктики» объявили о находке 30 особей нарвалов — самцов и самок с детёнышами. Животных обнаружили во время четырёхнедельной разведки в северной части архипелага Земля Франца-Иосифа, вблизи островов Карла-Александра и Джексона.
Находка материнских групп животных в акватории северной части океана может говорить о месте постоянного обитания популяции, а также о том, что нарвалы выбрали эту зону для воспроизводства. Подтверждением этих гипотез может стать увеличение поголовья нарвалов в Арктике, которое биологи будут фиксировать в следующих разведках.
Раньше подобных исследований в российской Арктике не проводили. Результаты экспедиции планируют использовать для создания программы по сохранению вида, для получения информации о состоянии популяции, о численности и зонах распространения нарвала в западной части российской Арктики.
В июне 2021 года «Газпром нефть» вместе с Институтом проблем экологии и эволюции РАН провела вторую экспедицию в Арктику на научно-экспедиционном судне «Михаил Сомов».
Группы млекопитающих с детёнышами, а также смешанные стаи нарвалов и белух, были обнаружены в районе южных островов архипелага Земля Франца-Иосифа. По предварительным выводам, нарвалы являются сезонными обитателями данной акватории и именно в российской Арктике происходит воспроизводство популяции. Также это единственное место в Арктике, где можно изучать феномен смешанных групп нарвалов и белух. Была проведена фото- и видеофиксация этих групп, а также взято 10 проб биопсии у моржей для дальнейших исследований.

Нарвалы в южной части архипелага Земля Франца-Иосифа, фото с экспедиции 2021

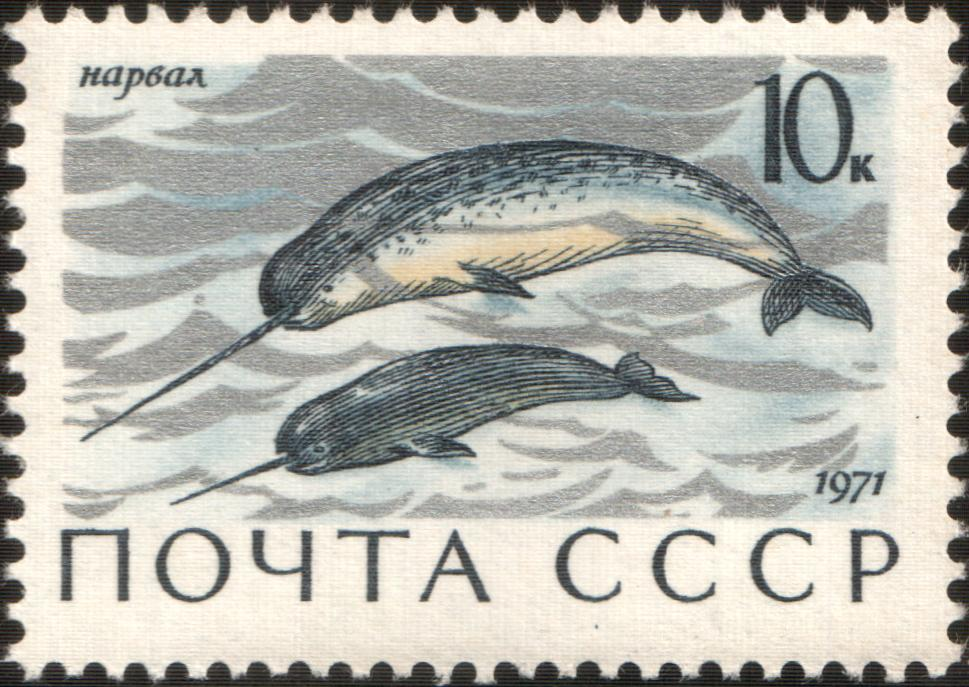
Марка СССРː Нарвал. Серияː Млекопитающие - обитатели морей и океанов, омывающих территорию России

Комплексное изучение нарвала для мониторинга арктической экосистемы — задача проекта, который «Газпром нефть» реализует в партнёрстве с Институтом проблем экологии и эволюции РАН. Проект объединил учёных, популяризаторов науки, бизнес, органы власти, некоммерческие организации и общественных активистов. Научная часть проекта включает оценку состояния популяции нарвала в западном секторе арктической зоны России, определение размеров и социальной структуры группировок, работу над общей программой используются для создания масштабного просветительского проекта о высокоширотной Арктике.
Исследования продлились до 2022 года, экологический проект осуществляли Институт проблем экологии и эволюции имени А. Н. Северцова РАН и «Газпром нефть» в рамках комплексного научно-просветительского проекта «Нарвал».
Согласно исследованию, даже незначительное подводное шумовое загрязнение от судов и нефтегазовой инфраструктуры заставляет нарвалов совершать более мелкие погружения и сокращать охоту, что вызывает беспокойство у ученых, защитников природы и инуитских общин Гренландии, для которых эти киты являются важным источником пищи. Нарвалы находятся на грани вымирания из-за чрезмерной охоты со стороны инуитов в Гренландии.